# روث هندلر
روث هندلر (به انگلیسی: Ruth Handler) (زادهٔ ۴ نوامبر ۱۹۱۶ – درگذشتهٔ ۲۷ آوریل ۲۰۰۲) خالق عروسک معروف باربی بود.

## اوایل زندگی
هندلر روت از مهاجرین یهودی لهستانی-آیدا مسکو (ملقب به روبنشتاین) در یاکوب مسکو متولد شد. او با دوست پسر دبیرستان خود، الیوت هندلر ازدواج کرد و در سال ۱۹۳۸ به لس آنجلس نقل مکان کرد. شوهرش تصمیم گرفت مبلمان آنها را از دو نوع پلاستیک تازه کشف شده، Lucite و Plexiglas تهیه کند. روت هندلر پیشنهاد کرد که شوهرش این کار تجاری را شروع کند و آنها یک تجارت مبلمان را شروع کردند. روت هندلر به عنوان نیروی فروش تجارت جدید، قراردادهای فرود با شرکت هواپیماسازی داگلاس و دیگران کار می‌کرد.او و همسرش بنیان گذار شرکت متل امریکا هستند